# 杜蘭迪
杜蘭迪（葡萄牙語：Filipe Manuel Cordeiro Duarte，1985年3月30日—），澳門足球員，生於里斯本，司職中堅，現時效力鄒北記體育會和澳門足球代表隊。

## 國際賽生涯
2014年杜蘭迪首次為澳門隊披甲，雖然未有入波，但已經開始習慣澳門隊的打法：「能夠代表澳門比賽我非常高興，我之前一直踢賓菲加，澳門隊中有不少賓菲加的隊友，與其他隊員亦曾經在聯賽碰頭，所以和他們相處得很好。」
2016年6月30日，2017年東亞足球錦標賽第一圈澳門對蒙古，8分鐘，蒙古球員傳中，杜蘭迪禁區內無壓力下犯手球送上12碼，楊巴操刀破網。44分鐘，陳敏罰球傳中，一輪混戰，何子楓將球傳回中路，杜蘭迪頭槌一搖肋球隊反超前2比1完半場。最終2比2完場。7月2日，澳門對北馬里亞納群島，杜蘭迪完半場前5分鐘把握對方守門員擋出梁嘉恆的射門不遠而補射建功，連續兩場取得入球。
2019年6月6日，澳門足球代表隊出戰2022年國際足協世界盃外圍賽亞洲區第一圈，在珠海體育中心的“主場”迎戰斯里蘭卡。在52分鐘，一次角球攻勢被對方解圍不遠，彭梓亨突破殺入禁區傳中製造門前混亂，伏兵遠柱的杜蘭迪快腳破網，射入致勝入球。最終澳門隊保持1比0勝局

### 國際賽入球
入球和成績先先列出澳門隊的總數。
| No | 日期          | 場地                             | 對手     | 入球 | 成績 | 賽事                             |
| -- | ------------- | -------------------------------- | -------- | ---- | ---- | -------------------------------- |
| 1. | 2016年6月30日 | 迪迪多，關島足球總會國家訓練中心 | 蒙古国   | 2–1  | 2–2  | 2017年東亞足球錦標賽 第一圈      |
| 2. | 2016年7月2日  | 迪迪多，關島足球總會國家訓練中心 |          | 2–1  | 3–1  | 2017年東亞足球錦標賽 第一圈      |
| 3. | 2019年6月6日  | 珠海體育中心，珠海，中國         | 斯里蘭卡 | 1–0  | 1–0  | 2022年國際足協世界盃外圍賽第一圈 |

## 榮譽
澳門甲組聯賽足球明星選舉頒獎禮上同步揭曉“澳門足球先生”獎項，結果杜亞迪以超過八成五的總得分百份比當選新一屆“澳門足球先生”。

## 外部連結
- Filipe Duarte Futebol 365
- 杜蘭迪於ForaDeJogo的個人資料
- National team data （页面存档备份，存于） （葡萄牙文）
- 杜蘭迪在 National-Football-Teams.com 上的出场纪录
- Soccerway資料庫：杜蘭迪